# Limenitis portunus
Limenitis portunus är en fjärilsart som beskrevs av Hall 1938. Limenitis portunus ingår i släktet Limenitis och familjen praktfjärilar. Inga underarter finns listade i Catalogue of Life.